# Élections cantonales de 1992 dans la Haute-Garonne
 (avril 2017).
Si vous disposez d'ouvrages ou d'articles de référence ou si vous connaissez des sites web de qualité traitant du thème abordé ici, merci de compléter l'article en donnant les références utiles à sa vérifiabilité et en les liant à la section « Notes et références ».
Les élections cantonales ont eu lieu les 22 et 29 mars 1992.
Lors de ces élections, 25 des 53 cantons de la Haute-Garonne ont été renouvelés. Elles ont vu la réélection à la tête du conseil Général de Pierre Izard, président depuis 1988.

## Contexte départemental

### Assemblée départementale sortante
| Parti                              | Sigle | Élus |
| ---------------------------------- | ----- | ---- |
| Majorité (41 sièges)               |       |      |
| Parti socialiste                   | PS    | 35   |
| Divers gauche                      | DVG   | 4    |
| Parti radical de gauche            | PRG   | 2    |
| Opposition (9 sièges)              |       |      |
| Union pour la démocratie française | UDF   | 4    |
| Rassemblement pour la République   | RPR   | 4    |
| Divers droite                      | DVD   | 1    |
| Président du conseil général       |       |      |
| Pierre Izard (PS)                  |       |      |

## Résultats à l’échelle du département
Répartition départementale des résultats (2e tour).
- PS (43,3 %)
- PRG (1,57 %)
- Majorité (0,8 %)
- GE (2,63 %)
- Verts (0,97 %)
- RPR (14,29 %)
- UDF (11,01 %)
- DVD (24,27 %)
- FN (1,15 %)

| Étiquette      | Étiquette                          | Premier tour | Premier tour | Second tour | Second tour | Sièges |
| Étiquette      | Étiquette                          | Voix         | %            | Voix        | %           | Sièges |
| -------------- | ---------------------------------- | ------------ | ------------ | ----------- | ----------- | ------ |
|                | Parti socialiste                   | 89 041       | 35,69        | 67 327      | 43,30       | 13     |
|                | Parti communiste français          | 16 065       | 6,44         |             |             |        |
|                | Majorité présidentielle            | 2 900        | 1,16         | 1 248       | 0,80        | 0      |
|                | Parti radical de gauche            | 2 186        | 0,88         | 2 441       | 1,57        | 1      |
|                | Extrême gauche                     | 1 150        | 0,46         |             |             |        |
| Gauche         | Gauche                             | 111 342      | 44,63        | 71 016      | 45,67       | 14     |
|                |                                    |              |              |             |             |        |
|                | Divers droite                      | 42 086       | 16,87        | 37 741      | 24,27       | 0      |
|                | Front national                     | 27 604       | 11,06        | 1 795       | 1,15        | 0      |
|                | Union pour la démocratie française | 20 404       | 8,18         | 17 124      | 11,01       | 6      |
|                | Rassemblement pour la République   | 19 873       | 7,97         | 22 225      | 14,29       | 5      |
| Droite         | Droite                             | 109 967      | 44,08        | 78 885      | 50,72       | 11     |
|                |                                    |              |              |             |             |        |
|                | Les Verts                          | 11 772       | 4,72         | 1 505       | 0,97        | 0      |
|                | Génération écologie                | 11 721       | 4,70         | 4 083       | 2,63        | 0      |
| Écologistes    | Écologistes                        | 23 493       | 9,42         | 5 588       | 3,60        | 0      |
|                |                                    |              |              |             |             |        |
|                | Régionalistes                      | 4 686        | 1,88         |             |             |        |
|                |                                    |              |              |             |             |        |
| Inscrits       | Inscrits                           | 358 329      | 100,00       | 261 678     | 100,00      |        |
| Abstention     | Abstention                         | 96 918       | 27,05        | 97 100      | 37,11       |        |
| Votants        | Votants                            | 261 411      | 72,95        | 164 578     | 62,89       |        |
| Blancs et nuls | Blancs et nuls                     | 11 923       | 4,56         | 9 089       | 5,52        |        |
| Exprimés       | Exprimés                           | 249 488      | 95,44        | 155 489     | 94,48       |        |

### Résultats en nombre de sièges
| Parti | Sièges mis en jeu | Élus | Évolution |
| ----- | ----------------- | ---- | --------- |
| PS    | 19                | 13   | -6        |
| PRG   | 1                 | 1    | =         |
| RPR   | 2                 | 5    | +3        |
| UDF   | 3                 | 6    | +3        |

### Assemblée départementale à l'issue des élections
| Parti                              | Sigle | Élus |
| ---------------------------------- | ----- | ---- |
| Majorité (35 sièges)               |       |      |
| Parti socialiste                   | PS    | 29   |
| Divers gauche                      | DVG   | 4    |
| Parti radical de gauche            | PRG   | 2    |
| Opposition (15 sièges)             |       |      |
| Union pour la démocratie française | UDF   | 7    |
| Rassemblement pour la République   | RPR   | 7    |
| Divers droite                      | DVD   | 1    |
| Président du conseil général       |       |      |
| Pierre Izard (PS)                  |       |      |

## Résultats par canton

### Canton d'Aurignac
| Candidats      | Candidats           | Étiquette      | Premier tour | Premier tour |
| Candidats      | Candidats           | Étiquette      | Voix         | %            |
| -------------- | ------------------- | -------------- | ------------ | ------------ |
|                | Jacques Durrieu *   | PS             | 1 372        | 52,73        |
|                | Jean-Laurent Piques | DVD            | 525          | 20,14        |
|                | Patrick Boube       | PCF            | 357          | 13,52        |
|                | Jean-Paul Mauvais   | FN             | 242          | 9,30         |
|                | Jacques Laffite     | GÉ             | 107          | 4,11         |
|                |                     |                |              |              |
| Inscrits       | Inscrits            | Inscrits       | 3 397        | 100,00       |
| Abstention     | Abstention          | Abstention     | 690          | 20,31        |
| Votants        | Votants             | Votants        | 2 707        | 79,69        |
| Blancs et nuls | Blancs et nuls      | Blancs et nuls | 105          | 3,88         |
| Exprimés       | Exprimés            | Exprimés       | 2 602        | 96,12        |

*sortant

### Canton de Bagnères-de-Luchon
| Candidats      | Candidats            | Étiquette      | Premier tour | Premier tour |
| Candidats      | Candidats            | Étiquette      | Voix         | %            |
| -------------- | -------------------- | -------------- | ------------ | ------------ |
|                | Henri Denard         | PS             | 1 969        | 50,40        |
|                | Jean Boy             | UDF            | 961          | 24,60        |
|                | Georges Oueille      | DVD            | 388          | 9,93         |
|                | André Cathala-Delmas | FN             | 272          | 6,96         |
|                | Joseph Alloza        | GE             | 188          | 4,81         |
|                | José Martinez        | PCF            | 129          | 3,30         |
|                |                      |                |              |              |
| Inscrits       | Inscrits             | Inscrits       | 5 355        | 100,00       |
| Abstention     | Abstention           | Abstention     | 1 280        | 23,90        |
| Votants        | Votants              | Votants        | 4 075        | 76,10        |
| Blancs et nuls | Blancs et nuls       | Blancs et nuls | 168          | 4,12         |
| Exprimés       | Exprimés             | Exprimés       | 3 907        | 95,88        |

### Canton de Boulogne-sur-Gesse
| Candidats      | Candidats           | Étiquette      | Premier tour | Premier tour | Second tour | Second tour |
| Candidats      | Candidats           | Étiquette      | Voix         | %            | Voix        | %           |
| -------------- | ------------------- | -------------- | ------------ | ------------ | ----------- | ----------- |
|                | Pierre Montastruc * | UDF            | 1 356        | 39,87        | 1 541       | 46,21       |
|                | Yves Péchaud        | PRG            | 943          | 27,73        | 1 123       | 33,67       |
|                | Charles Martin      | DVD            | 671          | 19,73        | 671         | 20,12       |
|                | Guy Castella        | FN             | 215          | 6,32         |             |             |
|                | Georges Castex      | PCF            | 104          | 3,06         |             |             |
|                | Jacques Lafite      | Les Verts      | 112          | 3,29         |             |             |
|                |                     |                |              |              |             |             |
| Inscrits       | Inscrits            | Inscrits       | 4 588        | 100,00       | 4 588       | 100,00      |
| Abstention     | Abstention          | Abstention     | 1 000        | 21,80        | 1 102       | 24,02       |
| Votants        | Votants             | Votants        | 3 588        | 78,20        | 3 486       | 75,98       |
| Blancs et nuls | Blancs et nuls      | Blancs et nuls | 187          | 5,21         | 151         | 4,33        |
| Exprimés       | Exprimés            | Exprimés       | 3 401        | 94,79        | 3 335       | 95,67       |

*sortant

### Canton de Cadours
| Candidats      | Candidats         | Étiquette      | Premier tour | Premier tour |
| Candidats      | Candidats         | Étiquette      | Voix         | %            |
| -------------- | ----------------- | -------------- | ------------ | ------------ |
|                | Alain Julian *    | PS             | 1 377        | 60,93        |
|                | Alain Boué        | RPR            | 445          | 19,69        |
|                | Louis Lacrampe    | FN             | 239          | 10,58        |
|                | Jean-Luc Brunel   | REG            | 101          | 4,47         |
|                | Michèle Cousin    | PCF            | 95           | 4,20         |
|                | Christian Dancale | DVD            | 3            | 0,13         |
|                |                   |                |              |              |
| Inscrits       | Inscrits          | Inscrits       | 2 881        | 100,00       |
| Abstention     | Abstention        | Abstention     | 477          | 16,56        |
| Votants        | Votants           | Votants        | 2 404        | 83,44        |
| Blancs et nuls | Blancs et nuls    | Blancs et nuls | 144          | 5,99         |
| Exprimés       | Exprimés          | Exprimés       | 2 260        | 94,01        |

*sortant

### Canton de Castanet-Tolosan
| Candidats      | Candidats           | Étiquette      | Premier tour | Premier tour | Second tour | Second tour |
| Candidats      | Candidats           | Étiquette      | Voix         | %            | Voix        | %           |
| -------------- | ------------------- | -------------- | ------------ | ------------ | ----------- | ----------- |
|                | Claude Ducert *     | PS             | 5 457        | 35,64        | 6 138       | 44,45       |
|                | Étienne Lourme      | RPR            | 5 252        | 34,30        | 6 167       | 44,66       |
|                | Jean-François Maury | Les Verts      | 2 000        | 13,06        | 1 505       | 10,90       |
|                | Paul Bertholet      | FN             | 1 354        | 8,84         |             |             |
|                | Christian Sempé     | PCF            | 1 209        | 7,90         |             |             |
|                | Christian Dancale   | DVD            | 41           | 0,27         |             |             |
|                |                     |                |              |              |             |             |
| Inscrits       | Inscrits            | Inscrits       | 19 724       | 100,00       | 19 723      | 100,00      |
| Abstention     | Abstention          | Abstention     | 3 833        | 19,43        | 5 387       | 27,31       |
| Votants        | Votants             | Votants        | 15 891       | 80,57        | 14 336      | 72,69       |
| Blancs et nuls | Blancs et nuls      | Blancs et nuls | 578          | 3,64         | 526         | 3,67        |
| Exprimés       | Exprimés            | Exprimés       | 15 313       | 96,36        | 13 810      | 96,33       |

*sortant

### Canton de Cazères
| Candidats      | Candidats         | Étiquette      | Premier tour | Premier tour | Second tour | Second tour |
| Candidats      | Candidats         | Étiquette      | Voix         | %            | Voix        | %           |
| -------------- | ----------------- | -------------- | ------------ | ------------ | ----------- | ----------- |
|                | Gaston Escudé *   | PS             | 2 840        | 49,31        | 3 559       | 66,07       |
|                | Gilbert Alliene   | DVD            | 1 107        | 19,22        | 1 828       | 33,93       |
|                | Jean-Paul Samaran | DVD            | 819          | 14,22        | Retrait     | Retrait     |
|                | Michel Lefevre    | PCF            | 389          | 6,75         |             |             |
|                | Jean-René Gouilly | Les Verts      | 311          | 5,40         |             |             |
|                | Jean Planchon     | FN             | 292          | 5,07         |             |             |
|                | Christian Dancale | DVD            | 2            | 0,03         |             |             |
|                |                   |                |              |              |             |             |
| Inscrits       | Inscrits          | Inscrits       | 7 366        | 100,00       | 7 366       | 100,00      |
| Abstention     | Abstention        | Abstention     | 1 394        | 18,92        | 1 669       | 22,66       |
| Votants        | Votants           | Votants        | 5 972        | 81,08        | 5 697       | 77,34       |
| Blancs et nuls | Blancs et nuls    | Blancs et nuls | 212          | 3,55         | 310         | 5,44        |
| Exprimés       | Exprimés          | Exprimés       | 5 760        | 96,45        | 5 387       | 94,56       |

*sortant

### Canton de Cintegabelle
| Candidats      | Candidats         | Étiquette      | Premier tour | Premier tour | Second tour | Second tour |
| Candidats      | Candidats         | Étiquette      | Voix         | %            | Voix        | %           |
| -------------- | ----------------- | -------------- | ------------ | ------------ | ----------- | ----------- |
|                | Lionel Jospin *   | PS             | 967          | 38,48        | 1 291       | 51,03       |
|                | André Mistou      | DVD            | 842          | 33,51        | 1 239       | 48,97       |
|                | Guy David         | Les Verts      | 346          | 13,77        | Retrait     | Retrait     |
|                | René Sensuc       | PCF            | 183          | 7,28         |             |             |
|                | Grégoire Gauci    | FN             | 164          | 6,53         |             |             |
|                | Christian Dancale | DVD            | 11           | 0,44         |             |             |
|                |                   |                |              |              |             |             |
| Inscrits       | Inscrits          | Inscrits       | 3 219        | 100,00       | 3 218       | 100,00      |
| Abstention     | Abstention        | Abstention     | 590          | 18,33        | 582         | 18,09       |
| Votants        | Votants           | Votants        | 2 629        | 81,67        | 2 636       | 81,91       |
| Blancs et nuls | Blancs et nuls    | Blancs et nuls | 116          | 4,41         | 106         | 4,02        |
| Exprimés       | Exprimés          | Exprimés       | 2 513        | 95,59        | 2 530       | 95,98       |

*sortant

### Canton de Fronton
| Candidats      | Candidats         | Étiquette      | Premier tour | Premier tour |
| Candidats      | Candidats         | Étiquette      | Voix         | %            |
| -------------- | ----------------- | -------------- | ------------ | ------------ |
|                | Louis Bonhomme*   | PS             | 6 907        | 51,72        |
|                | Alain Carthery    | RPR            | 2 907        | 21,77        |
|                | Guy Pierre        | FN             | 1 611        | 12,06        |
|                | Georges Labouisse | REG            | 1 108        | 8,30         |
|                | Auguste Salesses  | PCF            | 739          | 5,53         |
|                | Christian Dancale | DVD            | 82           | 0,61         |
|                |                   |                |              |              |
| Inscrits       | Inscrits          | Inscrits       | 18 024       | 100,00       |
| Abstention     | Abstention        | Abstention     | 4 048        | 22,46        |
| Votants        | Votants           | Votants        | 13 976       | 77,54        |
| Blancs et nuls | Blancs et nuls    | Blancs et nuls | 622          | 4,45         |
| Exprimés       | Exprimés          | Exprimés       | 13 354       | 95,55        |

*sortant

### Canton de L'Isle-en-Dodon
| Candidats      | Candidats         | Étiquette      | Premier tour | Premier tour | Second tour | Second tour |
| Candidats      | Candidats         | Étiquette      | Voix         | %            | Voix        | %           |
| -------------- | ----------------- | -------------- | ------------ | ------------ | ----------- | ----------- |
|                | André Baron *     | PS             | 1 242        | 38,02        | 1 587       | 48,34       |
|                | Jean Larrieu      | UDF            | 1 208        | 36,98        | 1 696       | 51,66       |
|                | Georges Grindes   | DVG            | 483          | 14,78        | Retrait     | Retrait     |
|                | Michel Bordages   | PCF            | 137          | 4,19         |             |             |
|                | Théo Buras        | FN             | 111          | 3,40         |             |             |
|                | Marc Willemot     | Les Verts      | 86           | 2,63         |             |             |
|                | Christian Dancale | DVD            | 0            | 0,00         |             |             |
|                |                   |                |              |              |             |             |
| Inscrits       | Inscrits          | Inscrits       | 4 170        | 100,00       | 4 170       | 100,00      |
| Abstention     | Abstention        | Abstention     | 788          | 18,90        | 779         | 18,68       |
| Votants        | Votants           | Votants        | 3 382        | 81,10        | 3 391       | 81,32       |
| Blancs et nuls | Blancs et nuls    | Blancs et nuls | 115          | 3,40         | 108         | 3,18        |
| Exprimés       | Exprimés          | Exprimés       | 3 267        | 96,60        | 3 283       | 96,82       |

*sortant

### Canton de Lanta
| Candidats      | Candidats              | Étiquette      | Premier tour | Premier tour | Second tour | Second tour |
| Candidats      | Candidats              | Étiquette      | Voix         | %            | Voix        | %           |
| -------------- | ---------------------- | -------------- | ------------ | ------------ | ----------- | ----------- |
|                | Pierre Sicre *         | PRG            | 1 243        | 40,54        | 1 318       | 44,42       |
|                | Marc Mengaud           | PS             | 1 038        | 33,86        | 1 248       | 42,06       |
|                | Robert Nicodème        | DVD            | 439          | 14,32        | 401         | 13,52       |
|                | Patrice Stobeo         | Les Verts      | 135          | 4,40         |             |             |
|                | Christian des Minières | FN             | 133          | 4,34         |             |             |
|                | Daniel Fourcade        | PCF            | 56           | 1,83         |             |             |
|                | Christian Dancale      | DVD            | 22           | 0,72         |             |             |
|                |                        |                |              |              |             |             |
| Inscrits       | Inscrits               | Inscrits       | 3 680        | 100,00       | 3 680       | 100,00      |
| Abstention     | Abstention             | Abstention     | 528          | 14,35        | 650         | 17,66       |
| Votants        | Votants                | Votants        | 3 152        | 85,65        | 3 030       | 82,34       |
| Blancs et nuls | Blancs et nuls         | Blancs et nuls | 86           | 2,73         | 63          | 2,08        |
| Exprimés       | Exprimés               | Exprimés       | 3 066        | 97,27        | 2 967       | 97,92       |

*sortant

### Canton de Montastruc-la-Conseillère
| Candidats      | Candidats           | Étiquette      | Premier tour | Premier tour | Second tour | Second tour |
| Candidats      | Candidats           | Étiquette      | Voix         | %            | Voix        | %           |
| -------------- | ------------------- | -------------- | ------------ | ------------ | ----------- | ----------- |
|                | Jean-Paul Séguéla * | RPR            | 2 449        | 39,51        | 2 961       | 51,97       |
|                | André Laur          | PS             | 1 938        | 31,26        | 2 737       | 48,03       |
|                | Charles Liepmanson  | FN             | 752          | 12,13        |             |             |
|                | Jean Vilotte        | Les Verts      | 610          | 9,84         |             |             |
|                | Jacques Galvan      | PCF            | 450          | 7,26         |             |             |
|                |                     |                |              |              |             |             |
| Inscrits       | Inscrits            | Inscrits       | 8 645        | 100,00       | 8 645       | 100,00      |
| Abstention     | Abstention          | Abstention     | 1 837        | 21,25        | 2 537       | 29,35       |
| Votants        | Votants             | Votants        | 6 808        | 78,75        | 6 108       | 70,65       |
| Blancs et nuls | Blancs et nuls      | Blancs et nuls | 609          | 8,95         | 410         | 6,71        |
| Exprimés       | Exprimés            | Exprimés       | 6 199        | 91,05        | 5 698       | 93,29       |

*sortant

### Canton de Muret
| Candidats      | Candidats             | Étiquette      | Premier tour | Premier tour | Second tour | Second tour |
| Candidats      | Candidats             | Étiquette      | Voix         | %            | Voix        | %           |
| -------------- | --------------------- | -------------- | ------------ | ------------ | ----------- | ----------- |
|                | Hélène Mignon *       | PS             | 6 328        | 32,35        | 7 454       | 41,45       |
|                | Alain Barrès          | UDF            | 6 128        | 31,33        | 8 735       | 48,57       |
|                | Louis Chantrillaux    | FN             | 2 925        | 14,95        | 1 795       | 9,98        |
|                | Jean-Jacques Martinez | Les Verts      | 2 535        | 12,96        |             |             |
|                | Michel Vayssière      | PCF            | 1 166        | 5,96         |             |             |
|                | Jean Roques           | DVD            | 478          | 2,44         |             |             |
|                | Christian Dancale     | DVD            | 1            | 0,01         |             |             |
|                |                       |                |              |              |             |             |
| Inscrits       | Inscrits              | Inscrits       | 27 734       | 100,00       | 27 733      | 100,00      |
| Abstention     | Abstention            | Abstention     | 7 160        | 25,82        | 8 766       | 31,61       |
| Votants        | Votants               | Votants        | 20 574       | 74,18        | 18 967      | 68,39       |
| Blancs et nuls | Blancs et nuls        | Blancs et nuls | 1013         | 4,92         | 983         | 5,18        |
| Exprimés       | Exprimés              | Exprimés       | 19 561       | 95,08        | 17 984      | 94,82       |

*sortant

### Canton de Revel
| Candidats      | Candidats                | Étiquette      | Premier tour | Premier tour | Second tour | Second tour |
| Candidats      | Candidats                | Étiquette      | Voix         | %            | Voix        | %           |
| -------------- | ------------------------ | -------------- | ------------ | ------------ | ----------- | ----------- |
|                | Jean-François Lamarque * | PS             | 3 033        | 43,33        | 3 504       | 51,37       |
|                | Jean-Louis Bonsirven     | UDF            | 2 853        | 40,76        | 3 317       | 48,63       |
|                | Roger Raginel            | PCF            | 424          | 6,06         |             |             |
|                | Edouard Franc            | Les Verts      | 246          | 3,51         |             |             |
|                | Frédérique Cros          | FN             | 433          | 6,33         |             |             |
|                |                          |                |              |              |             |             |
| Inscrits       | Inscrits                 | Inscrits       | 8 654        | 100,00       | 8 654       | 100,00      |
| Abstention     | Abstention               | Abstention     | 1 428        | 16,50        | 1 573       | 18,18       |
| Votants        | Votants                  | Votants        | 7 226        | 83,50        | 7 081       | 81,82       |
| Blancs et nuls | Blancs et nuls           | Blancs et nuls | 227          | 3,14         | 260         | 3,67        |
| Exprimés       | Exprimés                 | Exprimés       | 6 999        | 96,86        | 6 821       | 96,33       |

*sortant

### Canton de Rieumes
| Candidats      | Candidats          | Étiquette      | Premier tour | Premier tour |
| Candidats      | Candidats          | Étiquette      | Voix         | %            |
| -------------- | ------------------ | -------------- | ------------ | ------------ |
|                | Bernard Vignaux *  | PS             | 1 952        | 53,00        |
|                | Jean-Pierre Delhom | DVD            | 1 037        | 28,16        |
|                | Pierre Boyer       | GE             | 269          | 7,30         |
|                | Alexandre Darbon   | PCF            | 213          | 5,78         |
|                | Jacques Pountous   | FN             | 212          | 5,76         |
|                |                    |                |              |              |
| Inscrits       | Inscrits           | Inscrits       | 4 708        | 100,00       |
| Abstention     | Abstention         | Abstention     | 857          | 18,20        |
| Votants        | Votants            | Votants        | 3 851        | 81,80        |
| Blancs et nuls | Blancs et nuls     | Blancs et nuls | 168          | 4,36         |
| Exprimés       | Exprimés           | Exprimés       | 3 683        | 95,64        |

*sortant

### Canton de Rieux-Volvestre
| Candidats      | Candidats                | Étiquette      | Premier tour | Premier tour |
| Candidats      | Candidats                | Étiquette      | Voix         | %            |
| -------------- | ------------------------ | -------------- | ------------ | ------------ |
|                | Adolphe Ruquet *         | PS             | 1 148        | 50,82        |
|                | Norbert Vincent          | UDF            | 399          | 17,66        |
|                | Alex Ayrolles            | DVD            | 370          | 16,38        |
|                | Françoise Dédieu-Casties | Les Verts      | 121          | 5,36         |
|                | Pierre Castelnau         | FN             | 115          | 5,09         |
|                | Hélène Fort              | PCF            | 106          | 4,69         |
|                |                          |                |              |              |
| Inscrits       | Inscrits                 | Inscrits       | 2 877        | 100,00       |
| Abstention     | Abstention               | Abstention     | 522          | 18,14        |
| Votants        | Votants                  | Votants        | 2 355        | 81,86        |
| Blancs et nuls | Blancs et nuls           | Blancs et nuls | 96           | 4,08         |
| Exprimés       | Exprimés                 | Exprimés       | 2 259        | 95,92        |

*sortant

### Canton de Saint-Gaudens
| Candidats      | Candidats            | Étiquette      | Premier tour | Premier tour | Second tour | Second tour |
| Candidats      | Candidats            | Étiquette      | Voix         | %            | Voix        | %           |
| -------------- | -------------------- | -------------- | ------------ | ------------ | ----------- | ----------- |
|                | Pierre Ortet *       | PS             | 3 725        | 35,96        | 4 717       | 46,05       |
|                | Bernard Battle       | RPR            | 2 999        | 28,95        | 5 527       | 53,95       |
|                | Philippe David       | DVD            | 1 157        | 11,17        |             |             |
|                | Nadine Voloscenko    | FN             | 901          | 8,70         |             |             |
|                | Michel Daynac        | Les Verts      | 805          | 7,77         |             |             |
|                | Pierrette Sanclimens | PCF            | 430          | 4,15         |             |             |
|                | Aly Benbelaid        | DVD            | 266          | 2,57         |             |             |
|                | Christian Dancale    | DVD            | 77           | 0,74         |             |             |
|                |                      |                |              |              |             |             |
| Inscrits       | Inscrits             | Inscrits       | 15 674       | 100,00       | 15 655      | 100,00      |
| Abstention     | Abstention           | Abstention     | 4 655        | 29,70        | 4 824       | 30,81       |
| Votants        | Votants              | Votants        | 11 019       | 70,30        | 10 831      | 69,19       |
| Blancs et nuls | Blancs et nuls       | Blancs et nuls | 659          | 5,98         | 587         | 5,42        |
| Exprimés       | Exprimés             | Exprimés       | 10 360       | 94,02        | 10 244      | 94,58       |

*sortant

### Canton de Saint-Martory
| Candidats      | Candidats          | Étiquette      | Premier tour | Premier tour | Second tour | Second tour |
| Candidats      | Candidats          | Étiquette      | Voix         | %            | Voix        | %           |
| -------------- | ------------------ | -------------- | ------------ | ------------ | ----------- | ----------- |
|                | Alexis Marrot *    | PS             | 906          | 42,02        | 1 076       | 52,11       |
|                | Robert Bernadet    | UDF            | 693          | 32,14        | 989         | 47,89       |
|                | Jean-Pierre Bonnet | PCF            | 147          | 6,82         |             |             |
|                | Paul Kraemer       | Les Verts      | 92           | 4,27         |             |             |
|                | Stanislas Foguez   | DVG            | 239          | 11,09        |             |             |
|                | Gabrielle Schutz   | FN             | 78           | 3,62         |             |             |
|                |                    |                |              |              |             |             |
| Inscrits       | Inscrits           | Inscrits       | 2 780        | 100,00       | 2 780       | 100,00      |
| Abstention     | Abstention         | Abstention     | 555          | 19,96        | 617         | 22,19       |
| Votants        | Votants            | Votants        | 2 225        | 80,04        | 2 163       | 77,81       |
| Blancs et nuls | Blancs et nuls     | Blancs et nuls | 69           | 3,10         | 98          | 4,53        |
| Exprimés       | Exprimés           | Exprimés       | 2 156        | 96,90        | 2 065       | 95,47       |

*sortant

### Canton de Toulouse-1
| Candidats      | Candidats               | Étiquette      | Premier tour | Premier tour | Second tour | Second tour |
| Candidats      | Candidats               | Étiquette      | Voix         | %            | Voix        | %           |
| -------------- | ----------------------- | -------------- | ------------ | ------------ | ----------- | ----------- |
|                | Pierre Baudis *         | UDF            | 3 964        | 45,02        | 4 493       | 70,17       |
|                | Yvette Benayoun-Nakache | PS             | 1 415        | 16,07        | 1 910       | 29,83       |
|                | Denis Corpet            | Les Verts      | 1 048        | 11,90        |             |             |
|                | Lucien Bezoles          | FN             | 878          | 9,97         |             |             |
|                | François Farre          | DVD            | 648          | 7,36         |             |             |
|                | Alain Chère             | PCF            | 379          | 4,30         |             |             |
|                | Pierre Cabare           | DVD            | 276          | 3,13         |             |             |
|                | Christian Dancale       | DVD            | 104          | 1,18         |             |             |
|                | Jacques Daborge         | DVG            | 92           | 1,04         |             |             |
|                |                         |                |              |              |             |             |
| Inscrits       | Inscrits                | Inscrits       | 15 178       | 100,00       | 15 178      | 100,00      |
| Abstention     | Abstention              | Abstention     | 6 115        | 40,29        | 8 397       | 55,32       |
| Votants        | Votants                 | Votants        | 9 063        | 59,71        | 6 781       | 44,68       |
| Blancs et nuls | Blancs et nuls          | Blancs et nuls | 259          | 2,86         | 378         | 5,57        |
| Exprimés       | Exprimés                | Exprimés       | 8 804        | 97,14        | 6 403       | 94,43       |

*sortant

### Canton de Toulouse-3
| Candidats      | Candidats             | Étiquette      | Premier tour | Premier tour | Second tour | Second tour |
| Candidats      | Candidats             | Étiquette      | Voix         | %            | Voix        | %           |
| -------------- | --------------------- | -------------- | ------------ | ------------ | ----------- | ----------- |
|                | Jean Diebold *        | RPR            | 5 364        | 47,10        | 5 731       | 64,07       |
|                | Robert Loïdi          | PS             | 2 759        | 24,23        | 3 214       | 35,93       |
|                | Michel Perret         | FN             | 1 177        | 10,34        |             |             |
|                | Jean-François Laffont | REG            | 1 156        | 10,15        |             |             |
|                | Monique Durrieu       | PCF            | 824          | 7,24         |             |             |
|                | Claude Galon          | DVD            | 108          | 0,95         |             |             |
|                |                       |                |              |              |             |             |
| Inscrits       | Inscrits              | Inscrits       | 18 819       | 100,00       | 19 011      | 100,00      |
| Abstention     | Abstention            | Abstention     | 7 000        | 37,20        | 9 513       | 50,04       |
| Votants        | Votants               | Votants        | 11 819       | 62,80        | 9 498       | 49,96       |
| Blancs et nuls | Blancs et nuls        | Blancs et nuls | 431          | 3,65         | 553         | 5,82        |
| Exprimés       | Exprimés              | Exprimés       | 11 388       | 96,35        | 8 945       | 94,18       |

*sortant

### Canton de Toulouse-4
| Candidats      | Candidats          | Étiquette      | Premier tour | Premier tour | Second tour | Second tour |
| Candidats      | Candidats          | Étiquette      | Voix         | %            | Voix        | %           |
| -------------- | ------------------ | -------------- | ------------ | ------------ | ----------- | ----------- |
|                | Jean-Claude Paix * | UDF            | 4 185        | 45,63        | 4 731       | 66,37       |
|                | Michel Loubet      | PS             | 1 980        | 21,59        | 2 397       | 33,63       |
|                | Bernard Vincent    | FN             | 1 231        | 13,42        |             |             |
|                | Patrick Lasseube   | REG            | 1 119        | 12,20        |             |             |
|                | Adolphe Rubio      | PCF            | 656          | 7,15         |             |             |
|                |                    |                |              |              |             |             |
| Inscrits       | Inscrits           | Inscrits       | 15 026       | 100,00       | 15 026      | 100,00      |
| Abstention     | Abstention         | Abstention     | 5 470        | 36,40        | 7 358       | 48,97       |
| Votants        | Votants            | Votants        | 9 556        | 63,60        | 7 668       | 51,03       |
| Blancs et nuls | Blancs et nuls     | Blancs et nuls | 385          | 4,03         | 540         | 7,04        |
| Exprimés       | Exprimés           | Exprimés       | 9 171        | 95,97        | 7 128       | 92,96       |

*sortant

### Canton de Toulouse-7
| Candidats      | Candidats        | Étiquette      | Premier tour | Premier tour | Second tour | Second tour |
| Candidats      | Candidats        | Étiquette      | Voix         | %            | Voix        | %           |
| -------------- | ---------------- | -------------- | ------------ | ------------ | ----------- | ----------- |
|                | Robert Huguenard | RPR            | 3 785        | 36,65        | 4 404       | 51,54       |
|                | Gérard Bapt *    | PS             | 3 352        | 32,46        | 4 140       | 48,46       |
|                | Gérard Onesta    | Les Verts      | 1 266        | 12,26        |             |             |
|                | Marc Ribet       | FN             | 1 204        | 11,66        |             |             |
|                | Claudie Fontes   | PCF            | 721          | 6,98         |             |             |
|                |                  |                |              |              |             |             |
| Inscrits       | Inscrits         | Inscrits       | 16 786       | 100,00       | 16 800      | 100,00      |
| Abstention     | Abstention       | Abstention     | 6 008        | 35,79        | 7 689       | 45,77       |
| Votants        | Votants          | Votants        | 10 778       | 64,21        | 9 111       | 54,23       |
| Blancs et nuls | Blancs et nuls   | Blancs et nuls | 450          | 4,18         | 567         | 6,22        |
| Exprimés       | Exprimés         | Exprimés       | 10 328       | 95,82        | 8 544       | 93,78       |

*sortant

### Canton de Toulouse-12
| Candidats      | Candidats             | Étiquette      | Premier tour | Premier tour | Second tour | Second tour |
| Candidats      | Candidats             | Étiquette      | Voix         | %            | Voix        | %           |
| -------------- | --------------------- | -------------- | ------------ | ------------ | ----------- | ----------- |
|                | Bernard Audigé *      | PS             | 9 925        | 32,32        | 6 628       | 46,29       |
|                | Françoise de Veyrinas | UDF            | 9 714        | 31,63        | 7 691       | 53,71       |
|                | Jean-Pascal Serbera   | FN             | 4 029        | 13,12        |             |             |
|                | Jacques Lafite        | Les Verts      | 4 017        | 13,08        |             |             |
|                | José Sirach           | PCF            | 1 874        | 6,10         |             |             |
|                | Jean-Paul Fonvieille  | EXG            | 1 150        | 3,74         |             |             |
|                |                       |                |              |              |             |             |
| Inscrits       | Inscrits              | Inscrits       | 44 994       | 100,00       | 27 451      | 100,00      |
| Abstention     | Abstention            | Abstention     | 12 997       | 28,89        | 11 964      | 43,58       |
| Votants        | Votants               | Votants        | 31 997       | 71,11        | 15 487      | 56,42       |
| Blancs et nuls | Blancs et nuls        | Blancs et nuls | 1 288        | 4,03         | 1 168       | 7,54        |
| Exprimés       | Exprimés              | Exprimés       | 30 709       | 95,97        | 14 319      | 92,46       |

*sortant

### Canton de Toulouse-13
| Candidats      | Candidats         | Étiquette      | Premier tour | Premier tour | Second tour | Second tour |
| Candidats      | Candidats         | Étiquette      | Voix         | %            | Voix        | %           |
| -------------- | ----------------- | -------------- | ------------ | ------------ | ----------- | ----------- |
|                | Jean Vauchère*    | PS             | 19 485       | 38,55        | 9 608       | 43,48       |
|                | Patrick Ansiaux   | UDF            | 11 823       | 23,39        | 8 405       | 38,04       |
|                | Didier Houi       | GE             | 8 800        | 17,41        | 4 083       | 18,48       |
|                | Serge Laroze      | FN             | 6 543        | 12,95        |             |             |
|                | Georges Daout     | PCF            | 3 788        | 7,49         |             |             |
|                | Christian Dancale | DVD            | 104          | 0,21         |             |             |
|                |                   |                |              |              |             |             |
| Inscrits       | Inscrits          | Inscrits       | 73 240       | 100,00       | 38 469      | 100,00      |
| Abstention     | Abstention        | Abstention     | 19 908       | 27,18        | 15 110      | 39,28       |
| Votants        | Votants           | Votants        | 53 332       | 72,82        | 23 359      | 60,72       |
| Blancs et nuls | Blancs et nuls    | Blancs et nuls | 2 789        | 5,23         | 1 263       | 5,41        |
| Exprimés       | Exprimés          | Exprimés       | 50 543       | 94,77        | 22 096      | 94,59       |

*sortant

### Canton de Toulouse-14
| Candidats      | Candidats           | Étiquette      | Premier tour | Premier tour | Second tour | Second tour |
| Candidats      | Candidats           | Étiquette      | Voix         | %            | Voix        | %           |
| -------------- | ------------------- | -------------- | ------------ | ------------ | ----------- | ----------- |
|                | Claude Cornac*      | PS             | 5 949        | 36,72        | 7 367       | 52,89       |
|                | Grégoire Carneiro   | RPR            | 4 818        | 29,74        | 6 563       | 47,11       |
|                | Joseph Colzani      | GE             | 2 116        | 13,06        |             |             |
|                | Hugues Sondag       | FN             | 1 957        | 12,08        |             |             |
|                | Jean-Pierre Barboni | PCF            | 1 191        | 7,35         |             |             |
|                | Christian Dancale   | DVD            | 170          | 1,05         |             |             |
|                |                     |                |              |              |             |             |
| Inscrits       | Inscrits            | Inscrits       | 23 531       | 100,00       | 23 531      | 100,00      |
| Abstention     | Abstention          | Abstention     | 6 539        | 27,79        | 8 583       | 36,48       |
| Votants        | Votants             | Votants        | 16 992       | 72,21        | 14 948      | 63,52       |
| Blancs et nuls | Blancs et nuls      | Blancs et nuls | 791          | 4,66         | 1 018       | 6,81        |
| Exprimés       | Exprimés            | Exprimés       | 16 201       | 95,34        | 13 930      | 93,19       |

*sortant

### Canton de Villefranche-de-Lauragais
| Candidats      | Candidats          | Étiquette      | Premier tour | Premier tour |
| Candidats      | Candidats          | Étiquette      | Voix         | %            |
| -------------- | ------------------ | -------------- | ------------ | ------------ |
|                | Pierre Izard *     | PS             | 3 015        | 53,04        |
|                | Bernard Brousse    | RPR            | 1 110        | 19,53        |
|                | Henri Arévalo      | Les Verts      | 533          | 9,38         |
|                | Catherine Ricalens | FN             | 526          | 9,26         |
|                | Georges Picard     | PCF            | 298          | 5,24         |
|                | Christian Dancal   | DVD            | 202          | 3,55         |
|                |                    |                |              |              |
| Inscrits       | Inscrits           | Inscrits       | 7 279        | 100,00       |
| Abstention     | Abstention         | Abstention     | 1 239        | 17,02        |
| Votants        | Votants            | Votants        | 6 040        | 82,98        |
| Blancs et nuls | Blancs et nuls     | Blancs et nuls | 356          | 5,89         |
| Exprimés       | Exprimés           | Exprimés       | 5 684        | 94,11        |

*sortant